# كيني فلاورز
كيني فلاورز (بالإنجليزية: Kenny Flowers)‏ هو لاعب كرة قدم أمريكية أمريكي، ولد في 14 مارس 1964 في دايتونا بيتش في الولايات المتحدة.

## وصلات خارجية
- كيني فلاورز على موقع مرجع كرة القدم المحترفة.كوم (الإنجليزية)
- كيني فلاورز على موقع JustSportsStats.com (الإنجليزية)